# جکسونویل (پنسیلوانیا)
جکسونویل (به انگلیسی: Jacksonville) یک منطقهٔ مسکونی در ایالات متحده آمریکا است که در شهرستان ایندیانا، پنسیلوانیا واقع شده‌است. جکسونویل ۱۷٫۵ کیلومتر مربع مساحت و ۶۳۷ نفر جمعیت دارد.